# El-Adwah
El-Adwah (em árabe: العدوة) é uma aldeia do Egito na região central de Hihya, província de Xarquia. É terra natal do pensador islâmico Khaled Mohamed Khaled e também de Mohamed Morsi, primeiro presidente do Partido da Liberdade e da Justiça.
Sua população estimada no ano de 2006 era de 10 650 habitantes.